# Camillo Aldobrandini
Camillo Francesco Giambattista Melchiorre Aldobrandini, nato Borghese, I principe di Meldola (Firenze, 6 novembre 1816 – Roma, 5 giugno 1902), è stato un militare e nobile italiano.

## Biografia

### Infanzia
Camillo nacque a Firenze il 6 novembre 1816, figlio secondogenito del principe Francesco Borghese e della duchessa francese Adele de La Rochefoucauld. Egli era quindi fratello di Marcantonio, VIII principe di Sulmona e di Scipione, duca Salviati.

### Principe Aldobrandini
Alla morte del padre nel 1839, decise di reclamare le prerogative nobiliari relative alla nobile famiglia romana dei principi Aldobrandini che nel Settecento avevano stabilito un fidecommesso in secondogenitura alla famiglia Borghese, assumendone quindi il cognome e le armi.

### Carriera militare
Colonnello comandante della Guardia civica romana sotto il pontificato di papa Pio IX, prese parte alla prima guerra d'indipendenza italiana come capitano delle truppe pontificie. Divenuto ministro delle Armi nel governo costituzionale presieduto da Gaetano Recchi (10 marzo – 2 maggio 1848), ebbe il compito di organizzare un corpo di spedizione pontificio posto agli ordini del generale Giovanni Durando. Sempre appoggiando la politica di Pio IX, anche dopo l'allocuzione del 29 aprile 1848, l'Aldobrandini venne nominato il 13 maggio successivo quale membro dell'Alto Consiglio di Stato. Dal suo scranno si dichiarò favorevole a continuare la guerra per l'unificazione dell'Italia; ma dopo la fuga di Pio IX a Gaeta (novembre 1848) si ritirò dalla scena politica.

### Ultimi anni e morte
Nel 1862 divenne presidente della commissione pontificia per l'esposizione universale di Londra di quell'anno. Durante la spedizione garibaldina del 1867, si arruolò come tra i "volontari" dell'esercito pontificio e, dopo la Battaglia di Mentana, mise il suo palazzo di via Panisperna a disposizione del Comitato di soccorso ai feriti. Dopo il 1870 e l'occupazione di Roma, si schierò apertamente però con la nobiltà romana favorevole al mantenimento del potere temporale dei pontefici. Dal 1878 al 1882 fu consigliere comunale a Roma nel partito dell'Unione Romana.
Morì il 5 giugno 1902 a Roma all'età di 85 anni.

## Matrimonio e figli
Camillo Aldobrandini sposò in prime nozze, nel 1841, a Bruxelles la principessa Marie Flore Pauline d'Arenberg (1823-1861), figlia del principe Prospero Luigi d'Arenberg e di sua moglie, la principessa Ludmilla von Lobkowicz. Da questo matrimonio nacquero i seguenti eredi:
- Maria (1844-1862)
- Pietro (1845-1885), duca di Sarsina, sposò nel 1865 la principessa Françoise de La Rochefoucauld. Premorì al padre.
- Elisabetta (1847-1927), sposò nel 1865 il nobile Filippo Massimo, I principe Lancellotti
- Luigi Gonzaga (1849-1861)

Alla morte della prima moglie, sposò in seconde nozze a Vienna nel 1863 la contessa ungherese Maria Hunyadi de Kethely, nipote diretta del principe Giovanni I Giuseppe del Liechtenstein. Da questo matrimonio nacquero i seguenti figli:
- Giuseppe (1865-1929), II principe di Meldola, sposò Maria Antinori, duchessa di Brindisi
- Ippolito (1869-1900), gesuita

## Ascendenza
|                                                              |                                                           |                                                                | Genitori                                                   |  |  | Nonni |  |  | Bisnonni                                 |  |  | Trisnonni                                         |  |
|                                                              |                                                           |                                                                |                                                            |  |  |       |  |  | Camillo Borghese, IV principe di Sulmona |  |  | Marcantonio III Borghese, III principe di Sulmona |  |
|                                                              |                                                           |                                                                |                                                            |  |  |       |  |  | Camillo Borghese, IV principe di Sulmona |  |  | Marcantonio III Borghese, III principe di Sulmona |  |
|                                                              |                                                           | Livia Spinola                                                  |                                                            |  |  |       |  |  | Camillo Borghese, IV principe di Sulmona |  |  |                                                   |  |
| Marcantonio IV Borghese, V principe di Sulmona               |                                                           |                                                                |                                                            |  |  |       |  |  | Camillo Borghese, IV principe di Sulmona |  |  |                                                   |  |
|                                                              |                                                           | Agnese Colonna di Paliano                                      | Filippo II Colonna, IX principe e duca di Paliano          |  |  |       |  |  |                                          |  |  |                                                   |  |
|                                                              |                                                           | Agnese Colonna di Paliano                                      | Filippo II Colonna, IX principe e duca di Paliano          |  |  |       |  |  |                                          |  |  |                                                   |  |
|                                                              |                                                           | Agnese Colonna di Paliano                                      | Olimpia Pamphilj                                           |  |  |       |  |  |                                          |  |  |                                                   |  |
| Francesco Borghese, VII principe di Sulmona                  |                                                           | Agnese Colonna di Paliano                                      |                                                            |  |  |       |  |  |                                          |  |  |                                                   |  |
|                                                              |                                                           | Averardo Saviati, VI duca di Giuliano                          | Gian Vincenzo Salviati, V duca di Giuliano                 |  |  |       |  |  |                                          |  |  |                                                   |  |
|                                                              |                                                           | Averardo Saviati, VI duca di Giuliano                          | Gian Vincenzo Salviati, V duca di Giuliano                 |  |  |       |  |  |                                          |  |  |                                                   |  |
|                                                              |                                                           | Averardo Saviati, VI duca di Giuliano                          | Anna Maria Boncompagni                                     |  |  |       |  |  |                                          |  |  |                                                   |  |
| Anna Maria Salviati, VII duchessa di Giuliano                |                                                           | Averardo Saviati, VI duca di Giuliano                          |                                                            |  |  |       |  |  |                                          |  |  |                                                   |  |
|                                                              |                                                           | Maria Cristina Lante Montefeltro della Rovere                  | Filippo Lante Montefeltro della Rovere, IV duca di Bomarzo |  |  |       |  |  |                                          |  |  |                                                   |  |
|                                                              |                                                           | Maria Cristina Lante Montefeltro della Rovere                  | Filippo Lante Montefeltro della Rovere, IV duca di Bomarzo |  |  |       |  |  |                                          |  |  |                                                   |  |
|                                                              |                                                           | Maria Cristina Lante Montefeltro della Rovere                  | Maria Virginia Altieri                                     |  |  |       |  |  |                                          |  |  |                                                   |  |
| Camillo Aldobrandini, I principe di Meldola                  |                                                           | Maria Cristina Lante Montefeltro della Rovere                  |                                                            |  |  |       |  |  |                                          |  |  |                                                   |  |
|                                                              | François Alexandre Frédéric, VII duca di la Rochefoucauld | Louis François Armand de La Rochefoucauld, I duca d'Estissiac  |                                                            |  |  |       |  |  |                                          |  |  |                                                   |  |
|                                                              | François Alexandre Frédéric, VII duca di la Rochefoucauld | Louis François Armand de La Rochefoucauld, I duca d'Estissiac  |                                                            |  |  |       |  |  |                                          |  |  |                                                   |  |
|                                                              | François Alexandre Frédéric, VII duca di la Rochefoucauld | Marie de La Rochefoucauld, VI duchessa di La Rochefoucauld     |                                                            |  |  |       |  |  |                                          |  |  |                                                   |  |
| Alexandre François de La Rochefoucauld, III duca di Estissac | François Alexandre Frédéric, VII duca di la Rochefoucauld |                                                                |                                                            |  |  |       |  |  |                                          |  |  |                                                   |  |
|                                                              |                                                           | Félicité Sophie de Lannion                                     | Hyacinthe Gaëtan de Lannion, marchese di Lannion           |  |  |       |  |  |                                          |  |  |                                                   |  |
|                                                              |                                                           | Félicité Sophie de Lannion                                     | Hyacinthe Gaëtan de Lannion, marchese di Lannion           |  |  |       |  |  |                                          |  |  |                                                   |  |
|                                                              |                                                           | Félicité Sophie de Lannion                                     | Marie Charlotte Félicité de Clermont-Tonnerre              |  |  |       |  |  |                                          |  |  |                                                   |  |
| Adele de La Rochefoucauld                                    |                                                           | Félicité Sophie de Lannion                                     |                                                            |  |  |       |  |  |                                          |  |  |                                                   |  |
|                                                              |                                                           | François Marie Louis Pyvart de Chastullé, I conte di Chastullé | François Jacques Pyvart, signore di Chastullé              |  |  |       |  |  |                                          |  |  |                                                   |  |
|                                                              |                                                           | François Marie Louis Pyvart de Chastullé, I conte di Chastullé | François Jacques Pyvart, signore di Chastullé              |  |  |       |  |  |                                          |  |  |                                                   |  |
|                                                              |                                                           | François Marie Louis Pyvart de Chastullé, I conte di Chastullé | Jeanne Hardouineau de Landanière                           |  |  |       |  |  |                                          |  |  |                                                   |  |
| Adelaide Marie Françoise Pyvart de Chastullé                 |                                                           | François Marie Louis Pyvart de Chastullé, I conte di Chastullé |                                                            |  |  |       |  |  |                                          |  |  |                                                   |  |
|                                                              |                                                           | Marie-Madeleine Julie de Laffilard                             | François Maurice Laffilard                                 |  |  |       |  |  |                                          |  |  |                                                   |  |
|                                                              |                                                           | Marie-Madeleine Julie de Laffilard                             | François Maurice Laffilard                                 |  |  |       |  |  |                                          |  |  |                                                   |  |
|                                                              |                                                           | Marie-Madeleine Julie de Laffilard                             | Marie-Madeleine Richardot                                  |  |  |       |  |  |                                          |  |  |                                                   |  |
|                                                              |                                                           | Marie-Madeleine Julie de Laffilard                             |                                                            |  |  |       |  |  |                                          |  |  |                                                   |  |